# Villa 20
La Villa 20 es un asentamiento informal en proceso de urbanización ubicado en el barrio de Villa Lugano, Buenos Aires, Argentina. En noviembre del año 2016, la Legislatura de la Ciudad Autónoma de Buenos Aires sancionó una ley de urbanización y zonificación con el objetivo de integrar a la villa como un barrio más de la ciudad.

## Ubicación
Este asentamiento se encuentra ubicado en el barrio porteño de Villa Lugano, en el predio delimitado por las vías del ferrocarril Belgrano Sur, avenida Escalada, avenida Fernández de la Cruz, avenida Larrazábal, Barros Pazos, Larraya, Ordóñez y Miralla.